# کالین کارترز
کالین کارترز (انگلیسی: Colin Carruthers; ۱۷ سپتامبر ۱۸۹۰ – ۱۰ نوامبر ۱۹۵۷) بازیکن هاکی روی یخ اهل کانادا بود.